# Rinchen Barsbold
Rinchen Barsbold, egentligen Rintjengijn Barsbold (mongoliska: Ринченгийн Барсболд), är en mongolisk paleontolog och geolog. Han arbetar vid institutet för geologi i Ulan Bator i Mongoliet. Han är en världskänd och erkänd ledargestalt inom vertebraternas paleontologi och mesozoisk stratigrafi.
Han har genomdrivit upptäckten och insamlandet av en av de största samlingarna av dinosauriefossil i världen. Genom hans arbete har mongolisk paleontologi trätt fram som en av världens främsta och en mer modern syn på de senare stadierna av dinosauriernas utveckling in Eurasien har tagit form.
Han är den ledande auktoriteten vad gäller theropoder i Gobiöknen; det fält som var ämnet för Barsbolds doktorsavhandling.
Barsbold har namngett följande släkten och familjer dinosaurer (i alfabetisk ordning): 
- Adasaurus (1983)
- Anserimimus (1988)
- Conchoraptor (1986)
- familjen Enigmosauridae (1983) (nu ej använd)
- Enigmosaurus (tillsammans med A. Perle, 1983)
- Gallimimus (tillsammans med H. Osmólska och E. Roniewicz, 1972)
- Garudimimus
- familjen Garudimimidae (1981)
- Harpymimus
- familjen Harpymimidae (tillsammans med A. Perle, 1984)
- Ingenia (1981)
- familjen Ingeniidae (1986)
- familjen Oviraptoridae (1976)
- underordningen Segnosauria (tillsammans med A. Perle, 1980) men detta namn används ej längre, utan arterna räknas till Therizinosauroider.

Barsboldia och Rinchenia  har namngivits till Rinchen Barsbolds ära.